# Wysokość bezwzględna

Histogram wysokości bezwzględnej skorupy ziemskiej

Wysokość bezwzględna – pionowa odległość (wysokość) danego punktu względem przyjętego punktu odniesienia, którym jest średni poziom morza. Wysokość bezwzględna oznaczana jest skrótem n.p.m., czyli nad poziomem morza.
W niektórych krajach wysokość tego samego punktu może się nieznacznie różnić, ze względu na przyjęte różne krajowe systemy odniesienia, w których poziom morza obliczany jest na podstawie wskazań różnych mareografów. Rosyjskie, później zaś i polskie mapy używają wskazań mareografu w Kronsztadzie, austro-węgierskie – mareografu w Trieście, holenderskie – mareografu w Amsterdamie, niemieckie – znaku na elewacji w kościele w Wallenhorst, francuskie – mareografu w Marsylii, a włoskie i szwajcarskie – mareografu w Genui.